# ジャマラディーン・タクマ
ジャマラディーン・タクマ（Jamaaladeen Tacuma、本名・ルディ・マクダニエル、1956年6月11日 - ）は、ニューヨーク州ヘンプステッドで生まれたアメリカのフリー・ジャズ・ベーシスト。グラマヴィジョン・レーベルにおいてバンドリーダーとなり、1970年代から1980年代にかけて、主にオーネット・コールマンのプライム・タイムでコールマンと共に活動した。
タクマはコールマンの1982年のアルバム『オフ・ヒューマン・フィーリングス』でアヴァンギャルド・ジャズのユニークなスタイルを披露し、ジャコ・パストリアス以来の最も特徴的なベーシストの一人として広く見られるようになった。彼は自分のグループを結成し、プライム・タイムでの精巧なハーモニーを維持しながら、商業的にも入り込みやすいメロディーを組み込んだアルバムを録音していった。

## 略歴
ペンシルベニア州フィラデルフィアで育ったタクマは、幼い頃から音楽に興味を示し、10代でオルガン奏者のチャールズ・アーランドと共演した。アーランドを通じて、タクマは音楽プロデューサーのレジー・ルーカスと知り合うようになった。レジー・ルーカスは、1975年に19歳のジャマラディーンをオーネット・コールマンへと紹介した。コールマンのファンキーでハーモロディックなプライム・タイムにおけるエレクトリックベース奏者として、タクマはすぐに有名になった。ギタリストのバーン・ニックスもバンドのメンバーだった。プライム・タイムでは、タクマは主に伝統的なテクニックに頼り、指でピッキングした。彼のその後の作品では、優れた即興演奏家としての姿が明らかになり、よりリズミカルで親指で叩くようなファンク・アプローチが披露された。
最初の3枚のプライム・タイム録音 (『ダンシング・イン・ユア・ヘッド』『ボディ・メタ』『オフ・ヒューマン・フィーリングス』、すべて1970年代後半に録音) では、プログレッシブ・ロック・ミュージシャンの間で人気があるもののジャズの録音ではめったに使用されないモデルであったリッケンバッカー・ベースでのタクマの腕前がフィーチャーされている。1980年代になり、スタインバーガー・ベースに切り替えた。この楽器が、彼の演奏であるとすぐに識別できるサウンドを作成するのに役立った。
1979年4月14日の『サタデー・ナイト・ライブ』へのタクマの出演は、タクマが後に『ミュージシャン』誌で彼の「史上最高のライブ・パフォーマンス」として引用したものとなった。ジェイムス・ブラッド・ウルマー、ウォルト・ディッカーソン、チャック・ハマー、デヴィッド・マレイなどのミュージシャンとの仕事のほか、キップ・ハンラハン、デヴィッド・モス、ビル・ラズウェル、アントン・フィアー (ゴールデン・パロミノス、1983年)との仕事により、彼の評判はさらに高まった。タクマの最初のソロ・アルバム『ショー・ストッパー』は、1983年にグラマヴィジョン・レーベルからリリースされた。アルバムは、コールマンとの仕事において彼が開発したジャズ・ファンク・スタイルから生まれた。グラマヴィジョンでのリーダーとしての彼の作品群は、それを定義するものとなった。
1980年代に、彼は自分のグループである「COSMETIC (コスメティック)」で、比較的単純なファンク/R&Bのセッティングで演奏を始めた。アグレッシブでドライヴ感のある演奏スタイルと尖ったファッション・センスにより、音楽雑誌にたびたび取り上げられた。1981年、タクマは『ダウン・ビート』誌の評論家投票における「より広く認知されるに値する才能」というカテゴリーで、エレクトリックベーシストとして史上最高の票を獲得した。
1990年代初頭以来、彼は活動を続けているが、目立たないままである。サックス奏者のウォルフガング・プシュニックとのデュエットCDを数枚含む、数多くのソロおよび共同録音を行っている。オールミュージックは、タクマ、ドラマーのグラント・カルヴィン・ウェストン、ギタリストのデレク・ベイリーをフィーチャーしたレコーディングであるアルバム『Mirakle』を「2000年の最も重要なレコーディング」の1つとして挙げた。2006年、ワールド・サキソフォン・カルテットのアルバム『Political Blues』に参加し、ジャズのスポットライトに戻った。
2007年、彼はウェストンとギタリストのヴァーノン・リード（リヴィング・カラーやロナルド・シャノン・ジャクソンとの仕事で知られる）と合流して、パワー・トリオのフリー・フォーム・ファンキー・フリークス（Free Form Funky Frēqs）を結成した。彼はまた、エレクトリックベース、アップライトベース、アコースティックベースなど、さまざまな楽器で一緒に演奏する複数のベーシストをフィーチャーし、ベーシストのジェラルド・ヴィーズリーも参加するグループ、バッソ・ヌーヴォー（Basso Nouveau）で2枚のアルバムをレコーディングした。
2009年の「パラレル・カルチャー」賞、2011年のマーカス・ガーヴェイ財団50周年記念賞、2011年のピュー・フェローシップ（芸術部門）、2014年のアップタウン・シアター殿堂賞、2016年のジェラルド・ヴィーズリーのベース・ブート・キャンプ「リヴィング・ザ・リーム・アワード」、2017年のフィラデルフィア・クレフ・クラブ最優秀ジャズ・ベーシストといった各賞を受賞しフェローシップを手にした。2011年には、マクダウェル・コロニー、同年にヘッドランズ・センター・フォー・ジ・アーツ、2014年にチビテラ・ラニエリのレジデンシー・フェローシップを受賞している。2018年にはフィラデルフィア市のベニー・ゴルソン賞を受賞。ベニー・ゴルソン賞には、都市宣言と、フィラデルフィア市からの最高栄誉の1つである自由の鐘賞が含まれている。主にフィラデルフィアで活動し、世界中でツアー、プロデュース、レコーディングを続けている。

## ディスコグラフィ

### リーダー・アルバム
- 『ショー・ストッパー』 - Show Stopper (1983年、Gramavision)
- 『ルネッサンス・マン』 - Renaissance Man (1984年、Gramavision)
- Music World (1986年、Gramavision)
- Jukebox (1988年、Gramavision)
- 『ボス・オブ・ザ・ベース』 - Boss of the Bass (1991年、Gramavision)
- Sound Symphony (1992年)
- The Night of Chamber Music (1993年、Moers Music) ※with Basso Nouveau
- 『ドリームスケイプ』 - Dreamscape (1996年、DIW)
- 『GROOVE 2000』 - Groove 2000 (1998年、P-Vine)
- 『ブラザーゾーン』 - Brotherzone (1999年、P-Vine) ※with ジャン＝ポール・ブレリー
- Flavors of Thelonious Monk Reloaded (2008年、Extraplatte/Jam All Productions)
- Rendezvous Suite (2011年、Jazzwerkstatt)
- 『フォー・ザ・ラヴ・オブ・オーネット』 - For the Love of Ornette (2010年、Jam All Productions/P-Vine)
- Free Form Funky Freqs -Bon Vivant (2013年、Jam All Productions)
- Legends of The Pipe & Sweater (2015年、Jam All Productions)
- Electric Electrico (2016年、Jam All Productions)
- Gnawa Soul Experience (2017年、Jam All Productions)

#### COSMETIC
- Cosmetics / New Complexion (1981年、Rough Trade) ※12インチ盤
- Get Ready (/ Put It On) (1982年、Gramavision) ※12インチ盤
- (In the) Nightlife (/ (In the) Nightlife (Instrumental)) (1983年、Gramavision) ※12インチ盤
- 『トランキライザー』 - So Tranquilizin' (1985年、Gramavision)
- 『トランキライザー』 - So Tranquilizin' (Dance Mix) (/ N-Er-Gize-Me) (1985年、Gramavision) ※12インチ盤

### 共同リーダー・アルバム
- Sound Symphony (1992年、Moers Music) ※with デニス・アルストン
- 『ライヴ・イン・ケルン (ミート・ザ・ポディム3)』 - Meet the Podium 3: Live in Köln (1994年、Timeless) ※with コーネル・ロチェスター
- Race the Time (1997年、Migros) ※with クリスティ・ドーラン、フレディ・ステューダー
- Groove alla turca (1999年、Doublemoon) ※with ブルハン・オチャル featuring ナターシャ・アトラス
- Mirakle (2000年、Tzadik) ※with デレク・ベイリー、カルヴィン・ウエストン
- 『アーバン・ミソロジーVOL.1』 - Urban Mythology Volume One (2007年、Thirsty Ear) ※フリー・フォーム・ファンキー・フリークス名義 (with ヴァーノン・リード、カルヴィン・ウエストン)
- Zwei (2009年、Jazzwerkstatt) ※with ウヴェ・クロピンスキー
- Bon Vivant (2013年、Jam All Productions) ※フリー・フォーム・ファンキー・フリークス名義
- The Meeting (2016年、Jam All Productions) ※with ボビー・ザンケル、ウェブ・トーマス
- Hymn of the 3rd Galaxy (2022年、Ropeadope) ※フリー・フォーム・ファンキー・フリークス名義

### 参加アルバム
オーネット・コールマン
- 『ボディ・メタ』 - Body Meta (1976年、Artists House)
- 『ダンシング・イン・ユア・ヘッド』 - Dancing in Your Head (1977年、A&M/Horizon)
- 『オフ・ヒューマン・フィーリングス』 - Of Human Feelings (1982年、Antilles)
- Opening the Caravan of Dreams (1985年、Caravan of Dreams)
- 『イン・オール・ランゲージズ』 - In All Languages (1987年、Caravan of Dreams)

ウォルフガング・プシュニック
- Pieces of the Dream (1988年、Amadeo)
- Gemini-Gemini – The Flavors of Thelonious Monk (1991年、ITM)
- Alpine Aspects (1991年、Amadeo)
- Mixed Metaphors (1995年、Amadeo) ※with Ernst Jandl
- Journey Into the Gemini Territory (1996年、ITM Pacific)
- Roots & Fruits (1998年、Amadeo)

ショーン・ヌーナン
- Boxing Dreams (2008年、Songlines)
- There's Always the Night (2014年、noonansmusic)
- Tan Man's Hat (2019年、Rarenoise)

レッド・サン＝サムルノリ
- 『レッド・サン＝サムルノリ』 - Red Sun/Samul Nori (1989年、Amadeo)
- 『ゼン・カムズ・ザ・ホワイト・タイガー』 - Then Comes the White Tiger (1994年、ECM)
- Nanjang – A New Horizon (1995年、Amadeo)

リンダ・シャーロック
- Linda Sharrock & The Three Man Band (1991年、Moers Music)

その他
- ジェームス・カーター : 『レイン・イン・ザ・カット』 - Layin' the Cut (2000年、Atlantic)
- ウォルト・ディッカーソン : 『1976』 - Walt Dickerson 1976 (2000年、Whynot) ※1976年録音
- ウォルト・ディッカーソン : Serendipity (1977年、SteepleChase)
- ジェイムス・ブラッド・ウルマー : 『テイルズ・オブ・キャプテン・ブラック』 - Tales of Captain Black (1978年、Artists House)
- ジェイムス・ブラッド・ウルマー : 『ミュージック・リヴェレーション・アンサンブル』 - Music Revelation Ensemble (1988年、DIW)
- キップ・ハンラハン : 『クー・ド・テット』 - Coup de tête (1981年、American Clavé)
- キップ・ハンラハン : 『デザイアー・デヴェロップス・アン・エッジ』 - Desire Develops an Edge (1983年、American Clavé)
- コンジュア : 『ミュージック・フォー・ザ・テキスト』 - Music for the Texts of Ishmael Reed (1985年、American Clavé)
- ノナ・ヘンドリックス : 『ノナ』 - Nona (1982年、RCA)
- ゴールデン・パロミノス : 『ゴールデン・パロミノス』 - The Golden Palominos (1983年、Celluloid)
- デヴィッド・モス : Full House (1984年、Moers Music)
- ジェイン・コルテス・アンド・ザ・ファイヤーピッターズ : There It Is (1982年、Bola Press)
- カシミア : Let the Music Turn You On (1983年、Philly World)
- ヴェロニカ・アンダーウッド : Veronica Underwood (1985年、Philly World)
- カーン・ジャマル : 『シンキング・オブ・ユー』 - Thinking of You (1987年、Storyville)
- グラント・カルヴィン・ウエストン : Dance Romance (1988年、In+Out)
- フールプルーフ : 『ノー フリクション』 - No Friction (1988年、Gramavision)
- ジェームス・ワトキンス : Intense (1989年、ITM)
- コートニー・パイン : 『ヴィジョンズ・テイル』 - The Vision's Tale (1989年、Antilles)
- ピンク・インク : 『ピンク・インク』 - Alex Deutsch's Pink Inc. (1991年、DIW)
- ピンク・インク : 『キーズ・トゥー・ザ・キャッスル』 - Keys 2 the Kastle (1995年、Sweeca)
- バジラス : 『レギュレーター』 - The Regulator featuring Eddie Harris (1992年、Act/Zero)
- フレディ・ステューダー & クリスティ・ドーラン : Half a Lifetime (1994年、Unit)
- シルク130 : 『ホエン・ザ・ファンク・ヒッツ・ザ・ファン』 - When the Funk Hits the Fan (1997年、Ovum)
- ベン・シャクター : Fractals (1999年、Ben-Jam)
- ピーター・マーフィー : Dust (2002年、Metropolis)
- マーク・リボー : 『ライヴ・イン・トーキョー』 - The Young Philadelphians: Live in Tokyo (2015年、Yellowbird)